# Bouzais
Bouzais település Franciaországban, Cher megyében. Lakosainak száma 285 fő (2022. január 1.). Bouzais Arcomps, Orcenais, Orval, Saint-Amand-Montrond és Saint-Georges-de-Poisieux községekkel határos.

## Népesség
A település népessége az elmúlt években az alábbi módon változott:
| Lakosok száma | 187  | 227  | 242  | 265  | 326  | 322  | 313  | 309  | 308  | 285  |
|               | 1968 | 1982 | 1990 | 2006 | 2013 | 2015 | 2017 | 2019 | 2020 | 2022 |